# Stretto di Spanberg
Lo stretto di Spanberg o di Španberg (in russo пролив Шпанберга) è un braccio di mare nell'oceano Pacifico settentrionale che separa l'isola di Šikotan da Polonskogo, nella piccola catena delle isole Curili (Малая Курильская гряда). Si trova nel Južno-Kuril'skij rajon dell'oblast' di Sachalin, in Russia. 
Lo stretto porta il nome dell'esploratore russo di origine danese Martin Pedersen Spangberg (in russo Мартын Петрович Шпанберг, Martyn Petrovič Španberg).

## Geografia
Lo stretto di Spanberg collega lo stretto Južno-Kuril’skij con l'oceano Pacifico, è largo circa 19 km ed è lo stretto più ampio della piccola catena delle Curili. La profondità massima è di 51 m. Si apre sulla sponda nord-est dello stretto (sulla costa sud-ovest di Šikotan) la profonda baia Del'fin (бухта Дельфин).